# Heartbeat-сообщение
Heartbeat («пульс») — периодический сигнал, генерируемый аппаратным или программным обеспечением для индикации нормальной работы или для синхронизации других частей компьютерной системы. Обычно heartbeat передается между компьютерами через регулярные промежутки времени приблизительно в несколько секунд. Если конечная точка не получает heartbeat в течение определённого времени — обычно это несколько интервалов heartbeat — компьютер, который должен был послать heartbeat, считается вышедшим из строя.

## Протокол Heartbeat
Протокол Heartbeat обычно используется для просмотра и настройки доступности ресурсов, таких как плавающий IP-адрес. Обычно, когда на компьютере начинается heartbeat, он будет выполнять избирательный процесс с другими машинами в сети heartbeat, чтобы определить, какая машина, если таковая имеется, владеет ресурсом. На сетях heartbeat, состоящих из более чем двух машин, важно учитывать разделение, когда две половины сети могут работать, но не имеют возможности связаться друг с другом. В такой ситуации, важно, чтобы ресурс принадлежал только одной машине в сети, а не одной машине в каждом разделе.
Так как heartbeat предназначен для использования, как указатель состояния машины, важно, чтобы протокол Heartbeat и кабель, на котором он работает, были как можно более надежными. Выполнение аварийного переключения, из-за ложной тревоги может быть, в зависимости от ресурса, крайне нежелательным. Важно также быстро реагировать на реальную неисправность, так что опять же важно, чтобы heartbeat являлся надежным. По этой причине часто желательно иметь heartbeat, работающий на более чем одном кабеле; например, на Ethernet сегменте, используя UDP/IP, и последовательном порте.